# 宋大勺
宋大勺（1508年—？），字道成，號仲石，浙江紹興府餘姚縣人，民籍，明朝政治人物，嘉靖進士。官至山西按察使司提学副使。

## 生平
嘉靖十年（1531年）舉辛卯科浙江鄉試第四十四名。嘉靖二十年（1541年）辛丑科進士。历官灵璧县、晋江县知县，升礼部主事、员外郎，遷汝宁府知府。三十八年三月官至山西提学副使。

## 著作
有《中庸说要》1卷。

## 家族
曾祖宋楷，府教授；祖父宋庠，驛丞；父宋仁，母朱氏；繼母黃氏。具庆下。兄宋大武，同登嘉靖辛丑进士。